# Kollnauer Baumwollspinnerei & Weberei

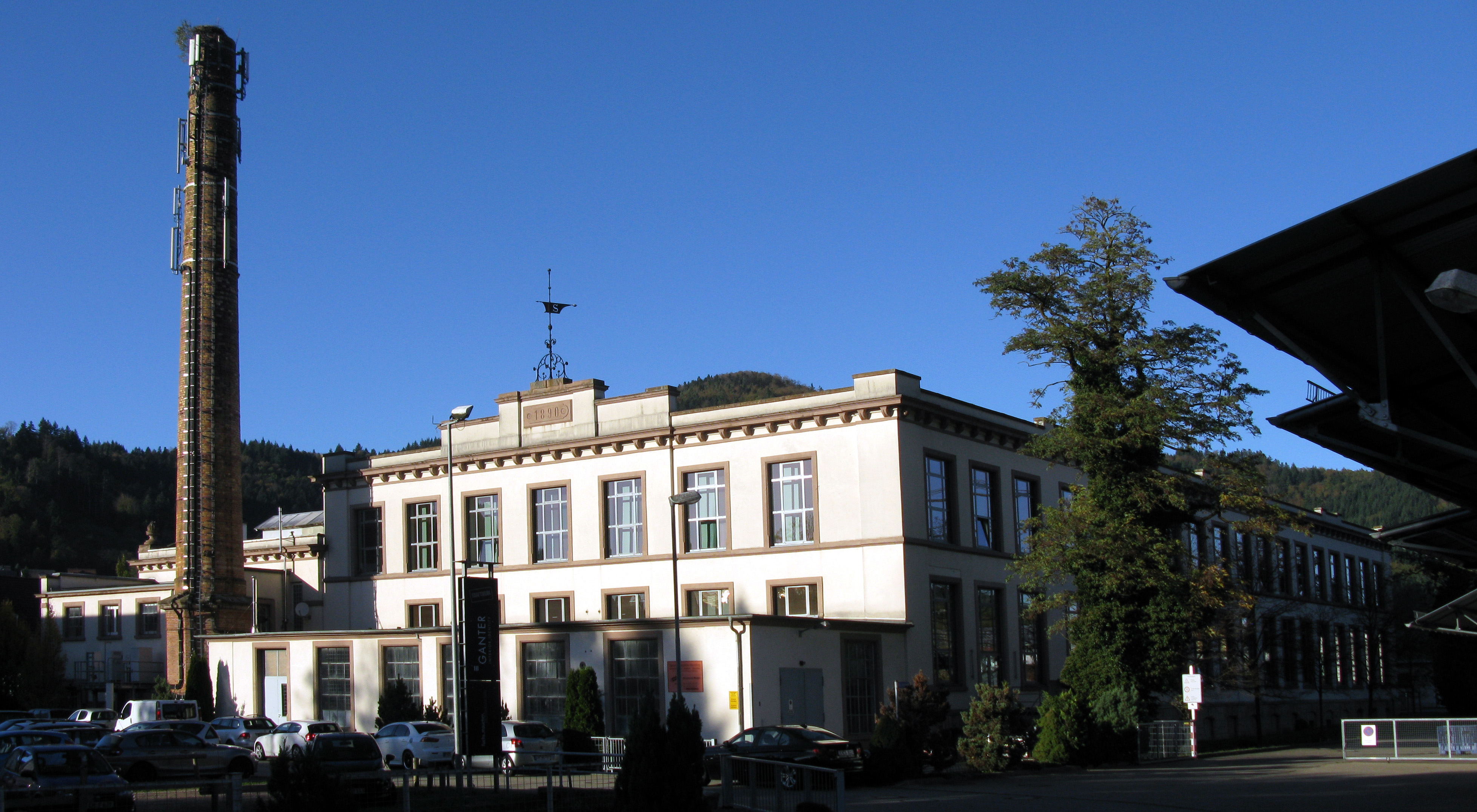
KSW-Bau von 1890

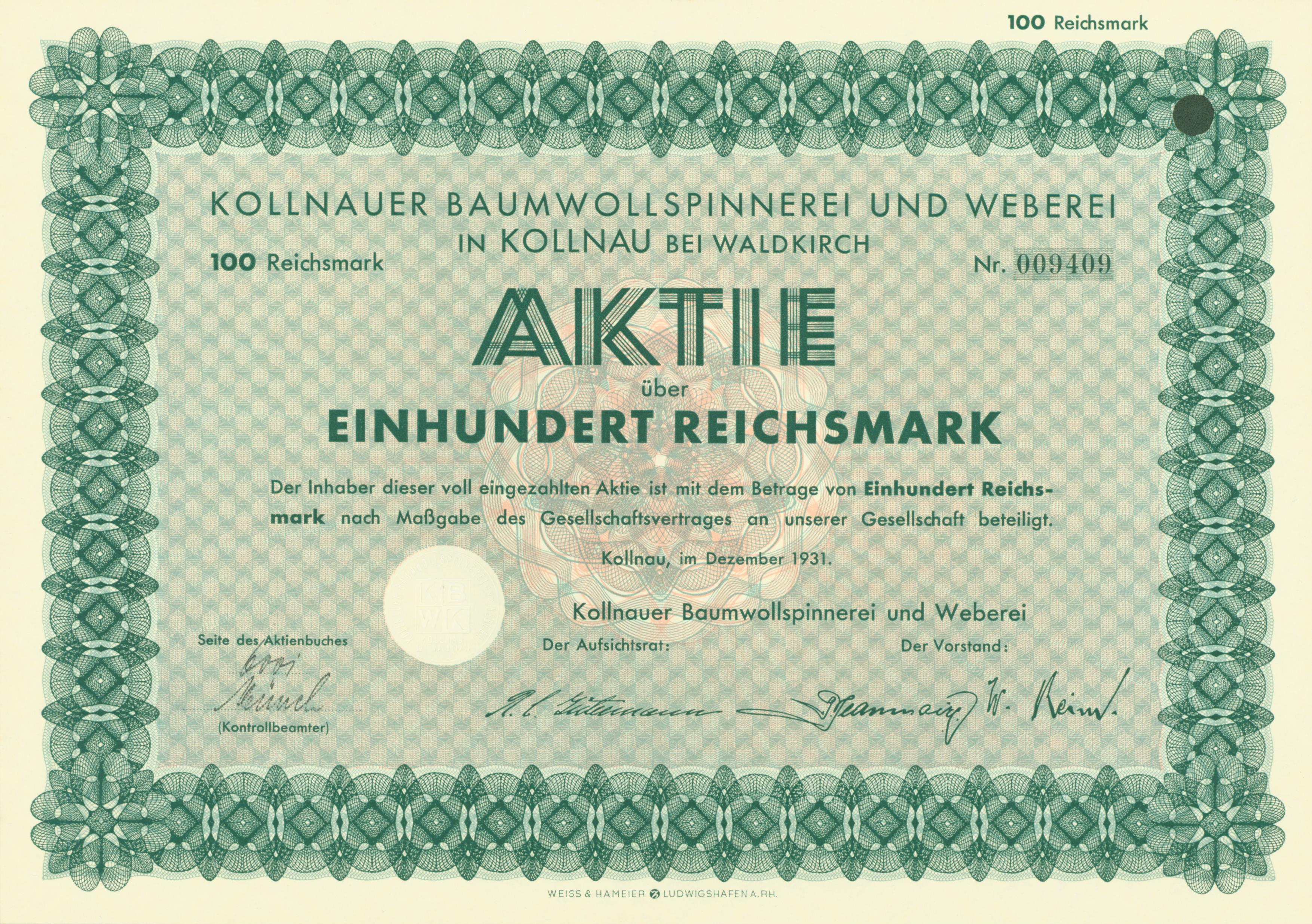
Aktie über 100 RM der Kollnauer Baumwollspinnerei und Weberei vom Dezember 1931

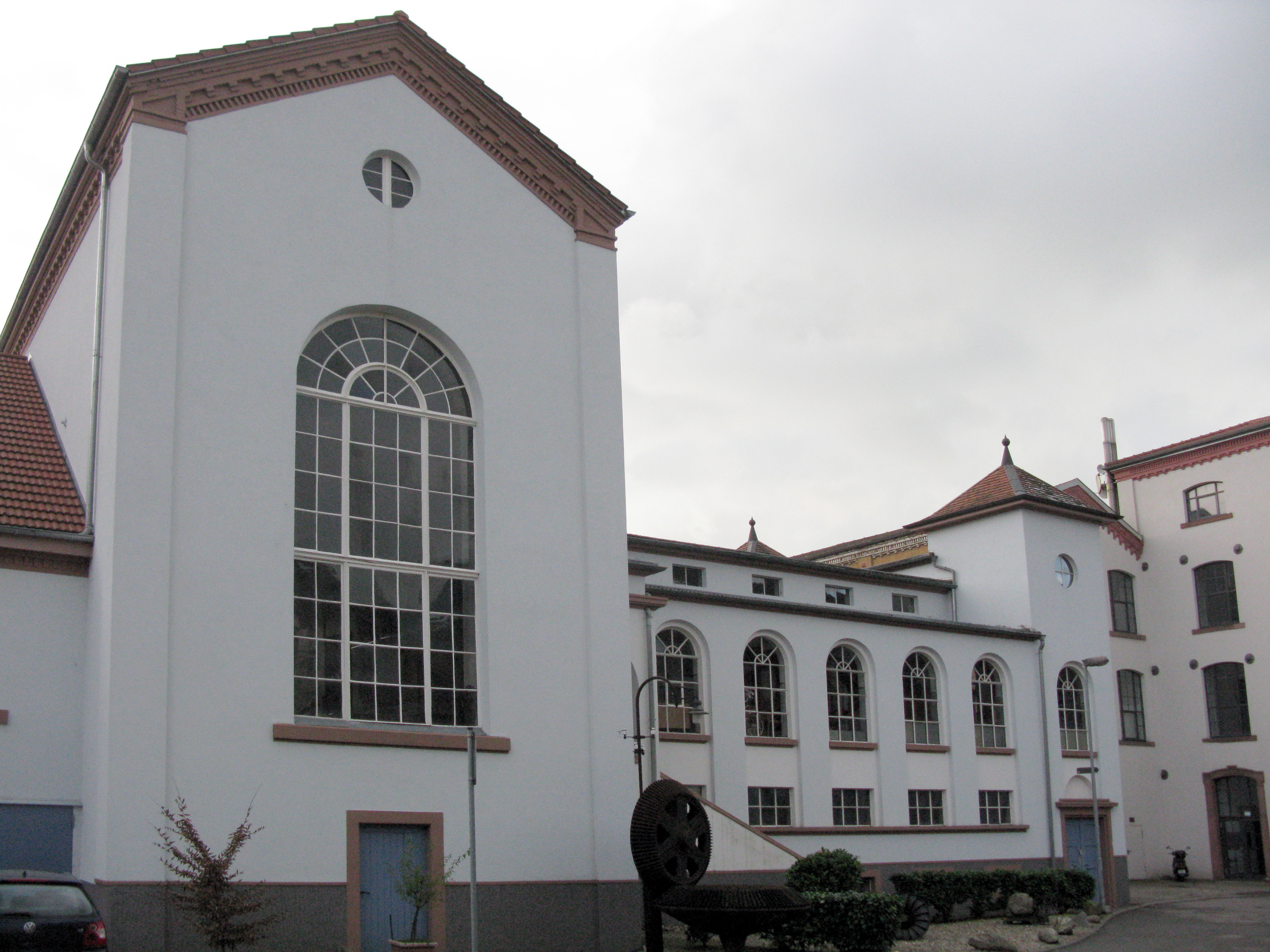
Wasserkraftwerk Kollnau

Die Kollnauer Baumwollspinnerei & Weberei AG (KSW), auch „Alte KSW“' genannt, war ein 1869 gegründetes Textilunternehmen in Kollnau, einem Stadtteil von Waldkirch im Breisgau in Baden-Württemberg.
Heute ist das ehemalige Fabrikgelände ein Gewerbegebiet und Industriegelände. Das KSW Gebiet umfasst mehrere teilweise denkmalgeschützte Fabrikgebäude. Ein Teil der alten Gebäude wurde einer neuen Nutzung zugeführt. Etwa 20 Firmen und Einrichtungen aus den unterschiedlichsten Branchen haben sich auf dem Gelände der KSW angesiedelt.

## Geschichte

### Anfänge
Auf dem Gelände der alten KSW befand sich früher ein großherzogliches Hüttenwerk. Dieses Hammerwerk wurde 1868 stillgelegt und ein Jahr später die Kollnauer Baumwollspinnerei & Weberei AG gegründet. Die erforderliche Energie lieferte die Wasserkraft der Elz. Auch heute noch existiert das aktive Wasserkraftwerk Kollnau auf dem KSW-Gelände.

### Bau von sozialen Einrichtungen
1870 begannen die Inhaber der KSW mit dem Bau von Arbeiterwohnungen für die Belegschaft. Zwischen 1871 und 1900 wurden mehrere soziale Einrichtungen wie z. B. eine Schule, eine Kinderkrippe und eine Diakoniestation gegründet. 1901 wurde die Eisenbahnlinie Denzlingen nach Waldkirch weiter bis nach Elzach ausgebaut, gleichzeitig wurde ein direkter Gleisanschluss in den Fabrikhof gelegt. So verbilligten sich die Transportkosten für das Unternehmen erheblich und es konnten 670 Mitarbeiter beschäftigt werden. In den Jahren 1909/1910 wurde die Weberei durch die Anschaffung von 150 automatischen Webstühlen vergrößert.

### Weltwirtschaftskrise
Durch die Weltwirtschaftskrise mussten 1928 mehrere Immobilien verkauft werden. 1930 kam es zur Zerstörung der gesamten Schleusenanlage und der darauf folgende Wiederaufbau schwächte die KSW zusätzlich. Im selben Jahr wurde in der Weberei die Verarbeitung von Zellwolle eingeführt.

### Nachkriegszeit
Im Jahre 1948 umfasste die Belegschaft nur noch 576 Mitarbeiter. Da rund die Hälfte aller Maschinen noch aus der Zeit vor dem Ersten Weltkrieg stammte, wurde von 1950 bis 1956 die Weberei ausgebaut und modernisiert. In den darauf folgenden Jahren erhöhte sich der Druck auf die gesamte Textilindustrie durch Auslandsimporte aus Ländern, in denen billiger produziert werden konnte. 1980 spezialisierte sich die KSW auf modische Oberbekleidung, vornehmlich aus Cordstoffen. In den Jahren 1984 bis 1988 ging die Nachfrage nach den Produkten der KSW zurück. 1987 beschäftigte das Unternehmen noch 321 Arbeitnehmer und erzielte einen Umsatz von 39 Millionen DM. Der Verlust belief sich jedoch bereits auf 2,2 Millionen DM.

### Der Konkurs
1988 verschärfte sich die Verlustlage. Der größte Kunde für Cord, die Eugen Otto & Söhne in Albstadt, ging in Konkurs. Eine Forderung der Kollnauer AG in Höhe von 1,3 Millionen DM fiel aus. Am 17. Oktober 1988 stellte der Vorstand beim zuständigen Amtsgericht in Emmendingen Vergleichsantrag. Als Vergleichsverwalter wurde der Stuttgarter Rechtsanwalt Volker Grub bestellt. Da die für ein gerichtliches Vergleichsverfahren erforderliche Mindestquote von 35 % nicht erbracht werden konnte, wurde am 22. Dezember 1988 das Anschlusskonkursverfahren eröffnet.
Der Verwalter legte das Unternehmen nicht still, sondern ergriff Sanierungsmaßnahmen. Die Deutsche Bank gewährte Grub einen Kredit über 3 Mio. DM. Die Weberei wurde damit fortgeführt, die Spinnerei und das Vorwerk wurden stillgelegt. Webstühle wurden auf Endlosketten umgestellt, wodurch erhebliche Personalkosten eingespart werden konnten.
Der Verwalter gründete zum 30. Juni 1989 eine Auffanggesellschaft, die Kollnauer Weberei GmbH, die 165 Arbeitnehmer weiterbeschäftigte. Im Jahre 1990 konnte die Belegschaft noch das 120-jährige Firmenjubiläum erleben, zu der der Grub eine Festschrift veranlasste.
Der Versuch einer erfolgreichen Fortführung des Unternehmens scheiterte. Die Wiedervereinigung Deutschlands führte zu steigenden Personalkosten und dem Abgang von Know-how-Trägern in der Belegschaft, die nicht mehr ersetzt werden konnten. Verwalter Grub teilt deshalb der Belegschaft am 23. Mai 1990 mit, das Unternehmen mit Wirkung zum 31. Dezember 1990 stillzulegen. 1991 erfolgte die Übernahme des gesamten Geländes in Waldkirch-Kollnau inklusive aller Rechte und Immobilien durch die DIBAG Industriebau AG.
Die Konkursgläubiger in Höhe von 12,2 Millionen Euro konnten fast vollständig befriedigt werden. Auch die nicht bevorrechtigten Gläubiger erhielten noch eine Konkursquote in Höhe von 90 % ihrer Forderungen.